# Дуасайгуас
Дуаса́йгуас (кат. Duesaigües, вимова літературною каталанською [dʊəz'ajɣwəs]) — муніципалітет, розташований в Автономній області Каталонія, в Іспанії. Код муніципалітету за номенклатурою Інституту статистики Каталонії — 430537. Знаходиться у районі (кумарці) Баш-Камп (коди району — 08 та BC) провінції Таррагона, згідно з новою адміністративною реформою перебуватиме у складі баґарії (округи) Камп-да-Таррагона.

## Назва муніципалітету
Назва муніципалітету походить від лат. aqua — «вода». Назва означає «дві води», тобто «дві річки».

## Населення
Населення міста (у 2007 р.) становить 234 особи (з них менше 14 років — 9,8 %, від 15 до 64 — 62,8 %, понад 65 років — 27,4 %). У 2006 р. народжуваність склала 0 осіб, смертність — 1 особа, зареєстровано 0 шлюбів. У 2001 р. активне населення становило 89 осіб, з них безробітних — 8 осіб.
Серед осіб, які проживали на території міста у 2001 р., 171 народилися в Каталонії (з них 130 осіб у тому самому районі, або кумарці), 26 осіб приїхало з інших областей Іспанії, а 4 особи приїхали з-за кордону.
Вищу освіту має 11,1 % усього населення.
У 2001 р. нараховувалося 86 домогосподарств (з них 33,7 % складалися з однієї особи, 25,6 % з двох осіб,22,1 % з 3 осіб, 12,8 % з 4 осіб, 3,5 % з 5 осіб, 2,3 % з 6 осіб, 0 % з 7 осіб, 0 % з 8 осіб і 0 % з 9 і більше осіб).
Активне населення міста у 2001 р. працювало у таких сферах діяльності: у сільському господарстві — 11,1 %, у промисловості — 17,3 %, на будівництві — 12,3 % і у сфері обслуговування — 59,3 %.
У муніципалітеті або у власному районі (кумарці) працює 23 особи, поза районом — 60 осіб.

### Безробіття
У 2007 р. нараховувалося 6 безробітних (у 2006 р. — 5 безробітних), з них чоловіки становили 66,7 %, а жінки — 33,3 %.

## Економіка

### Підприємства міста

#### Роздрібна торгівля
| \| Підприємства роздрібної торгівлі міста, за сферою діяльності \| Підприємства роздрібної торгівлі міста, за сферою діяльності \| Підприємства роздрібної торгівлі міста, за сферою діяльності \| \| Рік \| 2002 р. \| 2001 р. \| \| ------------------------------------------------------------ \| ------------------------------------------------------------ \| ------------------------------------------------------------ \| \| Продукти харчування \| 100 % \| 100 % \| \| Одяг та взуття \| 0 % \| 0 % \| \| Товари для дому \| 0 % \| 0 % \| \| Книги та періодичні видання \| 0 % \| 0 % \| \| Промислова хімічна продукція \| 0 % \| 0 % \| \| Продукція, пов'язана з транспортними засобами \| 0 % \| 0 % \| \| Інше \| 0 % \| 0 % \| \| Усього підприємств \| 2 \| 3 \| |         |         |
| Підприємства роздрібної торгівлі міста, за сферою діяльності |         |         |
| Рік | 2002 р. | 2001 р. |
| Продукти харчування | 100 %   | 100 %   |
| Одяг та взуття | 0 %     | 0 %     |
| Товари для дому | 0 %     | 0 %     |
| Книги та періодичні видання | 0 %     | 0 %     |
| Промислова хімічна продукція | 0 %     | 0 %     |
| Продукція, пов'язана з транспортними засобами | 0 %     | 0 %     |
| Інше | 0 %     | 0 %     |
| Усього підприємств | 2       | 3       |

#### Сфера послуг
| \| Підприємства міста, що працюють у сфері послуг, за діяльністю \| Підприємства міста, що працюють у сфері послуг, за діяльністю \| Підприємства міста, що працюють у сфері послуг, за діяльністю \| \| Рік \| 2002 р. \| 2001 р. \| \| ------------------------------------------------------------- \| ------------------------------------------------------------- \| ------------------------------------------------------------- \| \| Гуртова торгівля \| 0 % \| 0 % \| \| Готелі та готельний бізнес \| 66,7 % \| 66,7 % \| \| Транспорт та зв'язок \| 33,3 % \| 33,3 % \| \| Посередницькі фінансові послуги \| 0 % \| 0 % \| \| Послуги підприємствам \| 0 % \| 0 % \| \| Послуги фізичним особам \| 0 % \| 0 % \| \| Нерухомість та ін. \| 0 % \| 0 % \| \| Усього підприємств \| 3 \| 3 \| |         |         |
| Підприємства міста, що працюють у сфері послуг, за діяльністю |         |         |
| Рік | 2002 р. | 2001 р. |
| Гуртова торгівля | 0 %     | 0 %     |
| Готелі та готельний бізнес | 66,7 %  | 66,7 %  |
| Транспорт та зв'язок | 33,3 %  | 33,3 %  |
| Посередницькі фінансові послуги | 0 %     | 0 %     |
| Послуги підприємствам | 0 %     | 0 %     |
| Послуги фізичним особам | 0 %     | 0 %     |
| Нерухомість та ін. | 0 %     | 0 %     |
| Усього підприємств | 3       | 3       |

## Житловий фонд
У 2001 р. 15,1 % усіх родин (домогосподарств) мали житло метражем до 59 м2, 31,4 % — від 60 до 89 м2, 26,7 % — від 90 до 119 м2 і
26,7 % — понад 120 м2.
З усіх будівель у 2001 р. 17,3 % було одноповерховими, 64,2 % — двоповерховими, 17,9 % — триповерховими, 0,6 % — чотириповерховими і жодного з п'ятьма та більше поверхами.

## Автопарк
| \| Автомобілі, зареєстровані у місті, за призначенням \| Автомобілі, зареєстровані у місті, за призначенням \| Автомобілі, зареєстровані у місті, за призначенням \| \| Рік \| 2006 р. \| 2005 р. \| \| -------------------------------------------------- \| -------------------------------------------------- \| -------------------------------------------------- \| \| Приватні автомобілі \| 60,6 % \| 60,8 % \| \| Мотоцикли \| 13,4 % \| 12,7 % \| \| Вантажівки \| 22 % \| 22,4 % \| \| Трактори \| 0 % \| 0 % \| \| Автобуси та ін. \| 4,1 % \| 4,2 % \| \| Усього автомобілів \| 246 шт. \| 237 шт. \| |         |         |
| Автомобілі, зареєстровані у місті, за призначенням |         |         |
| Рік | 2006 р. | 2005 р. |
| Приватні автомобілі | 60,6 %  | 60,8 %  |
| Мотоцикли | 13,4 %  | 12,7 %  |
| Вантажівки | 22 %    | 22,4 %  |
| Трактори | 0 %     | 0 %     |
| Автобуси та ін. | 4,1 %   | 4,2 %   |
| Усього автомобілів | 246 шт. | 237 шт. |

## Вживання каталанської мови
У 2001 р. каталанську мову у місті розуміли 99,5 % усього населення (у 1996 р. — 100 %), вміли говорити нею 96 % (у 1996 р. — 96,6 %), вміли читати 92 % (у 1996 р. — 93,7 %), вміли писати 59,8 % (у 1996 р. — 66,2 %). Не розуміли каталанської мови 0,5 %.

## Політичні уподобання
У виборах до Парламенту Каталонії у 2006 р. взяло участь 143 особи (у 2003 р. — 141 особа). Голоси за політичні сили розподілилися таким чином:
| \| Вибори до Парламенту Каталонії \| Вибори до Парламенту Каталонії \| Вибори до Парламенту Каталонії \| \| Рік \| 2006 р. \| 2003 р. \| \| -------------------------------------- \| ------------------------------ \| ------------------------------ \| \| Конвергенція та Єднання (CiU) \| 36,4 % \| 48,2 % \| \| Соціалістична партія Каталонії (PSC) \| 25,9 % \| 17,7 % \| \| Народна партія (PP) \| 0,7 % \| 0,7 % \| \| Ініціатива за Каталонію — Зелені (ICV) \| 9,1 % \| 2,1 % \| \| Республіканська лівиця Каталонії (ERC) \| 25,9 % \| 30,5 % \| \| Громадяни — Громадянська партія (C's) \| 0,7 % \| 0 % \| \| Інші \| 1,4 % \| 0,7 % \| |         |         |
| Вибори до Парламенту Каталонії |         |         |
| Рік | 2006 р. | 2003 р. |
| Конвергенція та Єднання (CiU) | 36,4 %  | 48,2 %  |
| Соціалістична партія Каталонії (PSC) | 25,9 %  | 17,7 %  |
| Народна партія (PP) | 0,7 %   | 0,7 %   |
| Ініціатива за Каталонію — Зелені (ICV) | 9,1 %   | 2,1 %   |
| Республіканська лівиця Каталонії (ERC) | 25,9 %  | 30,5 %  |
| Громадяни — Громадянська партія (C's) | 0,7 %   | 0 %     |
| Інші | 1,4 %   | 0,7 %   |